# Itzamna

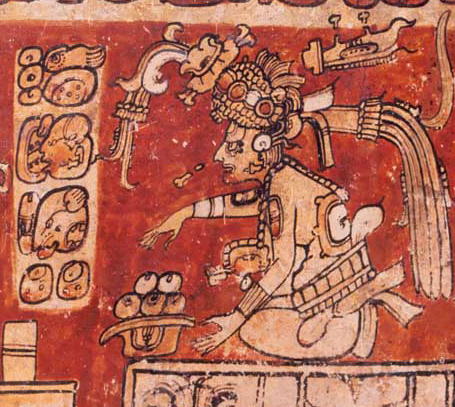

Itzamna of Itzamnaaj is de Yucateekse naam van de Mayaanse oppergod en scheppergod. Volgens vroeg 16de-eeuwse bronnen (Landa, Cogolludo) was hij de uitvinder van de schrijfkunst en werd hij tevens aangeroepen tot verkrijging van voedsel en genezing. Naar bisschop Bartolomé de Las Casas bericht, was Itzamna gehuwd met Ix Chel, de oude jaguargodin van de vroedvrouwen, bij wie hij andere scheppergoden verwekte. Uit andere bron vernemen wij, dat Itzamna de belangrijkste god van het aardse en onderaardse water voortbracht (Bacab). In de oud-Mayaanse vouwboeken komt de Yucateekse scheppergod overeen met god D, die soms als hogepriester gekleed is. In de Klassieke tijd zetelt deze op een hemeltroon, vanwaar hij soms afdaalt in de gedaante van een orakelvogel. Toch heeft god D ook sterk aardse aspecten: hij verschijnt in de muil van een kaaiman, of klampt zich vast aan de rug van zwijn en hert.

## Verwijzingen
- Karl Taube en Mary Miller, The Gods and Symbols of Ancient Mexico and the Maya. Thames and Hudson.